# Burhaniye, Ceyhan
Burhaniye là một xã thuộc huyện Ceyhan, tỉnh Adana, Thổ Nhĩ Kỳ.